# Harold Butler
Pour les articles homonymes, voir Butler.
Harold Butler, né le 6 octobre 1883 et mort le 26 mars 1951, est un haut fonctionnaire britannique. Il a été le directeur général de l'Organisation internationale du travail de 1932 à 1938. Adjoint d'Albert Thomas depuis la naissance de l'organisation, il en prend la tête lors de la mort de celui-ci.